# كامران مايكل
كامران مايكل (باللغة الأردية : کامران مائیکل) سياسي باكستاني شغل منصب وزير المالية والإحصاء في حكومة عباسي من أغسطس 2017 إلى مايو 2018. شغل سابقًا منصب وزير حقوق الإنسان في وزارة نواز شريف الثالثة من 2013 إلى 2017. وهو عضو في الرابطة الإسلامية الباكستانية (ن)، شغل مايكل حقيبة وزارة الموانئ والشحن البحري من 2013 إلى 2016.
كان مايكل عضوًا منتخبًا في مجلس الشيوخ الباكستاني عن مقعد الأقليات منذ عام 2012 وعمل كوزير إقليمي لشؤون الأقليات وحقوق الإنسان وتنمية المرأة والرعاية الاجتماعية والمالية في جمعية مقاطعة البنجاب.